# 名古屋市立西味鋺小学校
名古屋市立西味鋺小学校（なごやしりつ にしあじましょうがっこう）は、名古屋市北区西味鋺二丁目にある公立小学校。

## 歴史
1972年（昭和47年）4月、名古屋市立味鋺小学校より分離独立し、名古屋市立西味鋺小学校として開設された。

### 児童数の変遷
『愛知県小中学校誌』（2018年）によると、児童数の変遷は以下の通りである。
| 1972年（昭和47年） | 532人 |  |
| 1977年（昭和52年） | 578人 |  |
| 1987年（昭和62年） | 403人 |  |
| 1997年（平成9年）  | 363人 |  |
| 2007年（平成19年） | 335人 |  |
| 2017年（平成29年） | 270人 |  |

## 通学区域
所管する名古屋市教育委員会は、2018年（平成30年）9月1日現在、北区のうち、西味鋺一丁目・西味鋺二丁目・西味鋺三丁目・西味鋺四丁目・西味鋺五丁目の全域および落合町の一部を通学区域として指定している。
また、卒業後の進学先は名古屋市立北中学校となっている。

## 交通アクセス
- 名古屋市営バス新川中橋停留所が最寄りバス停である[WEB 1]。

### WEB
1. 1 2  名古屋市教育委員会事務局総務部企画経理課企画統計係 (2018年9月18日). “北区の小・中学校一覧”.   名古屋市. 2018年11月14日閲覧。
2. ↑  名古屋市教育委員会事務局総務部教育環境計画室計画係 (2018年9月1日). “名古屋市立小・中学校の通学区域一覧（北区）” (PDF).   名古屋市. 2018年11月15日閲覧。
3. ↑  名古屋市教育委員会事務局総務部教育環境計画室計画係 (2018年4月1日). “名古屋市立中学校区一覧（小→中）” (PDF).   名古屋市. 2018年11月14日閲覧。

### 文献
1. ↑  北区制50周年記念事業実行委員会 1994, p. 495.
2. ↑  六三制教育七十周年記念 愛知県小中学校誌 合同記念誌編集特別委員会 2018, p. 180.